# Litij-ionska baterija
Li-Ion baterija tudi Li-ionska baterija in litijionska baterija je vrsta polnilne baterije, pri kateri se ioni premikajo od negativne elektrode k pozitivni med praznjenjem in obratno pri polnjenju. Polnilne litijeve baterije uporabljajo interkalirani (ang. interkalacija) litij v elektrodah, v nasprotju z nepolnilnimi litijevimi baterijami, ki uporabljajo kovinski (metalni) litij.
Li-ionske baterije se veliko uporabljajo v elektroniki, so med najbolj priljubljenimi polnilnimi baterijami. 

## Specifikacije
- energetska gostota: 250–730 W·h/L (0.90–2.23 MJ/L)
- specifična energija: 100–265 W·h/kg (0.36–0.95 MJ/kg)
- specifična moč: ~250-~340 W/kg
- izkoristek cikla (polnjenje/praznjenje): 80-90%
- okvirna cena: 2.5 W·h/US$
- število ciklov: 400-1200
- napetost celice: NMC 3.6 / 3.7 V; LiFePO4 3.2 V
- samoizpraznjenje (na mesec): 8% pri 21 °C; 15% pri 40 °C; 31% pri 60 °C

Li-Ion baterije nimajo spominskega efekta (ang. memory effect) – primer, ko se baterija ne napolni do konca, če je pred polnjenjem ne izpraznimo popolnoma. Zadnje študije kažejo, da je možen tudi pri teh baterijah majhen spominski efekt. ).
Poleg elektronike se širi področje uporabe na vojaško tehniko, vesoljske satelite, letala Boeing 787, Električni avtomobil in električno kolo. V nekaterih primerih zamenjujejo svinčene in NiCd akumulatorje zaradi majhne teže. : Li-Ion baterije imajo lažje elektrode kot svinčevi akumulatorji. Prav tako lahko dobavijo isto izhodno napetost zato ni potrebna modifikacija vozila
Litijeve baterije je prvič predlagal M Stanley Whittingham, ko je delal za Exxon v 1970ih. Za elektrode je uporabil titanijev (IV) sulfat in kovinski litij. Interkalacijo je predlagal J. O. Besenhard s TU Münchna. Primarne (za enkratno uporabo) so imele varnostne probleme. Zato so naredili Li-Ion v katerih so obe elektrodi vsebovale litijeve ione.
Na Univerzi v Oxfordu sta leta 1979 John Goodenough in Koichi Mizushima predstavila polnilno baterijo z 4 volti napetosti LIB (litij kobalt oksid) za pozitivno elektrodo in kovinski litij za negativno elektrodo. Nova baterija LIB s stabilno pozitivno elektrodo, ki deluje kot darovalec litijevih ionov, je omogočila uporabo stabilnih materialov za negativno elektrodo. S tem se je zelo povečala možnost uporabe nove polnilne baterije.
Leta 1977 je Samar Basu demonstriral interkalacijo litija in grafita. To je vodilo v razvoj nove elektrode, alternativo kovinski litijevi elektrodi. Leta 1980 je Rachid Yazami demonstriral reverzibilno interkalacijo litija in grafita.. Organski elektroliti takrat na voljo so se razstavili med polnjenjem z negativno grafitno elektrodo, kar je upočasnilo razvoj litij/grafitne baterije. Yazami je uporabil trdni elektrolit in dokazal reverzibilno interkalacijo grafita/litija. Ta dizajn se največkrat uporablja za elektrode v komercialnih Li-Ion baterijah.
Leta 1983 je Michael M. Thackeray s sodelavci odkril nov material za pozitivno elektrodo – manganov spinel. Koncept je pokazal nove možnosti, bil je poceni, dober prevodnik ionov s tridimenzionalno strukturo, kar mu omogoča dobro strukturno stabilnost. Sicer se spinel obrablja, a to se da nadomestiti s kemično modifikacijo materiala.